# خورشیدگرفتگی ۱۶ ژوئن ۱۸۰۶
خورشیدگرفتگی ۱۶ ژوئن ۱۸۰۶ (به انگلیسی: Solar eclipse of 16 June 1806) یک خورشیدگرفتگی از نوع خورشیدگرفتگی کامل بود. این خورشیدگرفتگی در تاریخ ۱۶ ژوئن ۱۸۰۶ روی داد که زمان اوج آن، ساعت ۱۶:۲۴:۲۷ به‌وقت ساعت هماهنگ جهانی بوده‌است. مدت‌زمان و طول این خورشیدگرفتگی ۰۴ دقیقه و ۵۵ ثانیه بود.